# Дерфель Могучий
Дерфель Гадарн (также Кадарн, Гдарн, досл. Дерфель Могучий, англ. Derfel Gadarn; около 566, Уэльс — 6 апреля 660, Бардси, Гуинет род.466 - ум.560) — святой воин валлийский. День памяти — 5 апреля.
Святой Дерфель Гадарн был великим валлийским воином. Считается одним из рыцарей короля Артура. Согласно средневековому преданию, был родственником Святого Хоэля, легендарного бретонского короля Бретани. В поздних преданиях, например, в генеалогическом трактате Bonedd y Saint, его именуют сыном короля. Валлийское предание называет его братом Святых Тудваля и Армеля, которых считают сыновьями Хоэля, и двоюродным братом Святого Кадвана.
В 537 году сражался в битве при Камлане, в которой был убит король. Впоследствии предположительно вёл отшельническую жизнь, затем поступил в монастырь Ллантвита. Он мог быть монахом и настоятелем монастыря Инис Энлли в Бардси, а также вести отшельническую жизнь в Лландерфеле, что в Мерионетшире в Уэльсе, став его основателем и покровителем.
Деревянная статуя, изображавшая его верхом на лошади с посохом в руках, очень почиталась в Лландерфеле, покуда не была предана огню при сожжении Джона Фореста, исповедника королевы Екатерины Арагонской, в Смитфилде в Англии. Тем самым свершилось пророчество, согласно которому от этой лошади должен был сгореть лес (англ. forest, «форест» — лес). Остатки посоха Святого Дерфеля и лошади можно увидеть в Лладерфеле.